# Marcipa pammicta
Marcipa pammicta là một loài bướm đêm trong họ Erebidae.